# Vitrea sossellai
Vitrea sossellai is een slakkensoort uit de familie van de Pristilomatidae. De wetenschappelijke naam van de soort is voor het eerst geldig gepubliceerd in 1978 door L. Pinter.